# محافظة القدس (الأردن)
محافظة القدس هي محافظة أردنية سابقة. ظهرت محافظة القدس إلى الوجود في التقسيم الإداري الأردني بعد ما عرف أردنيا وفلسطينيا باسم وحدة الضفتين عام 1950 م بينما لم تعترف بتلك الوحدة عالميا سوى المملكة المتحدة وباكستان والمملكة العراقية. كانت القدس تمثل إحدى المحافظات الثلاث التي في منطقة الضفة الغربية. كانت المحافظة تتكون من لواء واحد هو لواء القدس والذي يضم ثلاثة أقضية وهي قضاء أريحا وقضاء رام الله وقضاء بيت لحم. انتهت المحافظة وحلت بموجب قرار فك الارتباط الإداري والقانوني عام 1988 م.